# Yelanets (huyện)
Huyện Yelanets (tiếng Ukraina: Єланецький район, chuyển tự: Yelanetss'kyi raion) là một huyện của tỉnh Mykolaiv thuộc Ukraina. Huyện Yelanets có diện tích 1018 kilômét vuông, dân số theo điều tra dân số ngày 5 tháng 12 năm 2001 là 18411 người với mật độ 18 người/km2. Trung tâm huyện nằm ở Yelanets.